# 9K35 Strela-10
O 9K35 Strela-10 (em russo:  9К35 "Стрела-10"; em português:  flecha) é um sistema móvel, de baixa altitude e de curto alcance para lançamento de mísseis terra-ar, desenvolvido pela União Soviética. "9K35" é sua designação na GRAU. Já a OTAN o chama de SA-13 "Gopher".

## Imagens
|  |  |  |
|  |  |  |

|  |  |  |
|  |  |  |

## Operadores
- Afeganistão
- Angola
- Armênia: 72
- Azerbaijão
- Bielorrússia: 350 SA-8, SA-11, SA-12 e SA-13.[2]
- Bulgária: 20
- Croácia: 10 (versão croata atualizada)
- Cuba: 42
- Chéquia[3]
- Geórgia
- Hungria
- Índia
- Jordânia
- Líbano
- Líbia
- Macedônia do Norte: 21 lançadores
- Mongólia
- Coreia do Norte[4]
- Rússia: 350
- Sérvia: 18
- Síria 35
- Ucrânia: 150[5]
- Vietname: 200

Antigos utilizadores
- Tchecoslováquia: Passado para Estados sucessores.
- Polónia: 4, retirados de serviço entre 2001 e 2002.
- Eslováquia: Retirados de serviço.
- União Soviética: Passado para Estados sucessores.
- Iugoslávia: Passado para Estados sucessores.